# خط باریک (آلبوم)
خط باریک یا فاین لاین (به انگلیسی: Fine Line) دومین آلبوم استودیویی خواننده، آهنگ‌ساز، مدل و بازیگر انگلیسی؛ هری استایلز است که در ۱۳ دسامبر ۲۰۱۹ توسط کلمبیا رکوردز منتشر شد. مضامین آلبوم شامل هیجان اولیه ملاقات با کسی، جدایی و «احساس غمگینی» است. این رکورد به عنوان راک، پاپ و پاپ راک، با عناصری از پراگرسیو راک، سایکدلیک پاپ، فولک، سول، فانک و ایندی پاپ توصیف می‌شود.
فاین لاین با پشتیبانی از پنج تک آهنگ - «چراغا روشن»، «ستودن تو»، «افتادن»، «هندوانه شیرین» و «طلایی» در جایگاه سوم جدول آلبوم‌های انگلیس و شماره یک در بیلبورد ۲۰۰ قرار گرفت و باعث شد دومین آلبوم شماره یک پیاپی وی در ایالات متحده تبدیل شود. این آلبوم سومین هفته فروش بزرگ‌سال ۲۰۱۹ را در ایالات متحده داشت و رکورد بزرگ‌ترین اولین حضور یک هنرمند مرد بریتانیایی را شکست. برای فروش ترکیبی و واحدهای معادل آلبوم با بیش از یک میلیون واحد در این کشور، در آمریکا از انجمن صنعت ضبط آمریکا گواهی پلاتین را دریافت کرد.
فاین لاین طور کلی از نظر منتقدان موسیقی، خصوصاً در زمینه تولید و تأثیرات سبک آن، نقدهای مثبت دریافت کرده‌است. در جوایز بریت ۲۰۲۰ برای آلبوم سال نامزد شد و در جوایز گرمی ۲۰۲۱ نامزد بهترین آلبوم آوازی پاپ است. این آلبوم همچنین نامزد دریافت جایزه گرمی برای «هندوانه شیرین» در گروه بهترین اجرای انفرادی پاپ و «ستودن تو» در گروه بهترین ویدیوی موسیقی است. در سال ۲۰۲۰، رولینگ استون رتبه ۴۹۱ را در لیست ۵۰۰ آلبوم برتر همه زمان‌ها کسب کرد و آن را به عنوان جدیدترین آلبوم در لیست خود قرار داد.

## زمینه
در مصاحبه ای با رولینگ استون که در تاریخ ۲۶ اوت ۲۰۱۹ منتشر شد، گزارش شد که این خواننده ویرایش‌های نهایی را روی آلبوم خود انجام داده‌است. استایلز در این مصاحبه این آلبوم را اینگونه توصیف کرد: «همه چیز در مورد داشتن رابطه و احساس غم و اندوه است.» قطعات این آلبوم همچنین به عنوان «سرسخت‌ترین و پراحساس‌ترین آهنگ‌هایی که او تا به‌حال نوشته‌است» توصیف شده‌است."
گفته می‌شود بخش اعظم این آلبوم از جدایی استایلز از مدل کامیل رو الهام گرفته شده‌است. پس از جدایی آن‌ها، تهیه‌کننده و هم‌چنین کید هارپون (آهنگساز)، استایلز را به نوشتن در مورد احساساتش ترغیب کردند.
در طول ضبط این آلبوم هری استایل از دیوید بووی، ون موریسون و جونی میچل الهام گرفته‌است.

## لیست آهنگ‌ها
| لیست آهنگ‌های فاین لاین | لیست آهنگ‌های فاین لاین                                     | لیست آهنگ‌های فاین لاین                          | لیست آهنگ‌های فاین لاین | لیست آهنگ‌های فاین لاین |
| شماره                  | نام                                                        | نویسنده(ها)                                     | تهیه‌کننده(ها)          | مدت                    |
| ---------------------- | ---------------------------------------------------------- | ----------------------------------------------- | ---------------------- | ---------------------- |
| ۱.                     | «طلایی-Golden»                                             | هری استایلز کید هارپون تایلور جانسون میچ رولاند | جانسون کید هارپون [a]  | ۳:۲۸                   |
| ۲.                     | «شیرینی هندوانه - Watermelon Sugar»                        | استایلز هال جانسون رولاند                       | هارپون جانسون          | ۲:۵۳                   |
| ۳.                     | «می‌پرستمت - Adore You»                                     | استایلز هال جانسون امی آلن                      | هارپون جانسون [a]      | ۳:۲۷                   |
| ۴.                     | «چراغا روشن - Lights Up»                                   | استایلز هال جانسون                              | جانسون هارپون [b]      | ۲:۵۲                   |
| ۵.                     | «- گیلاس - Cherry»                                         | استایلز هال جانسون سمی ویت جف بسکر              | جانسون ویت هارپون [b]  | ۴:۱۹                   |
| ۶.                     | «سقوط - Falling»                                           | استایلز هال                                     | هارپون جانسون [b]      | ۴:۰۰                   |
| ۷.                     | «تنهایی زیاد- To Be So Lonely»                             | استایلز هال رولاند جانسون                       | هارپون جانسون          | ۳:۱۲                   |
| ۸.                     | «او - She»                                                 | استایلز هال رولاند بسکر                         | هارپون جانسون [a]      | ۶:۰۲                   |
| ۹.                     | «گل آفتابگردان - Sunflower, Vol. 6»                        | استایلز هال گرگ کرستین                          | کرستین                 | ۳:۴۱                   |
| ۱۰.                    | «ماه در دره - Canyon Moon»                                 | استایلز هال رولاند                              | هارپون جانسون [b]      | ۳:۰۹                   |
| ۱۱.                    | «با مردم با مهربانی رفتار کن - Treat People with Kindness» | استایلز بسکر ایلسی جابر                         | بسکر                   | ۳:۱۷                   |
| ۱۲.                    | «خط باریک - Fine Line»                                     | استایلز هال رولاند جانسون ویت                   | هارپون جانسون          | ۶:۱۷                   |
| مجموع مدت:             | مجموع مدت:                                                 | مجموع مدت:                                      | مجموع مدت:             | ۴۶:۳۷                  |